# Gli infallibili tre
Gli infallibili tre (The New Avengers) è una serie televisiva britannica, trasmessa dal 1976 al 1977. È il sequel del telefilm Agente speciale.
Quando nell'aprile del 1980 la serie fu trasmessa in replica, alcune reti locali ne trasmisero la seconda stagione con un nuovo titolo: Sempre tre, sempre infallibili.

## Episodi
| Stagione         | Episodi | Prima TV Regno Unito | Prima TV Italia |
| ---------------- | ------- | -------------------- | --------------- |
| Prima stagione   | 13      | 1976-1977            | 1978            |
| Seconda stagione | 13      | 1977                 | 1980            |

## Personaggi
- John Steed, interpretato da Patrick Macnee.
- Purdey, interpretata da Joanna Lumley.
- Mike Gambit, interpretato da Gareth Hunt.